# Miguel Do Rego
Miguel Do Rego, né le 9 février 1998, est un coureur cycliste portugais.

## Biographie
Né en France, Miguel Do Rego possède également la nationalité portugaise par ses parents. Il commence le cyclisme en deuxième année pupille, au sein du Team Villeneuve 94. Son frère Fabio, qui évolue uniquement sous les couleurs de la France, est également coureur cycliste.  
En 2017, il représente notamment le Portugal lors des championnats d'Europe sur piste juniors et espoirs 2017 à Anadia. Il rejoint ensuite le CM Aubervilliers 93 en 2018 avec son frère. En début d'année, il devient champion du Portugal de la course aux points. Il s'impose également au mois de mars sur la deuxième épreuve du Maillot des Jeunes Léopards. 

## Palmarès sur route
- 2018
  - 2e étape du Maillot des Jeunes Léopards

## Palmarès sur piste

### Championnats d'Europe
| Édition / Épreuve   | Élimination |
| Gand 2019 (espoirs) | Argent      |

### Championnats nationaux
- 2017
  - 3e du championnat du Portugal de poursuite
- 2018
  -  Champion du Portugal de course aux points
  - 2e du championnat du Portugal de l'américaine
- 2019
  -  Champion du Portugal de scratch
  - 2e du championnat du Portugal de l'américaine